# Liste der Straßen und Plätze in Flensburg/B
| Name                                                    | Hintergrund | Koordinate                                                                                      | Schild |
| ------------------------------------------------------- | --- | ----------------------------------------------------------------------------------------------- | ------ |
| Bachstraße Bækgade                                      | Straße, die zum Lautrupsbach geht. Bei der Straße handelt es sich also nicht um eine Straße im Musikerviertel wie man vermuten könnte. | Lage, Jürgensby (PLZ 24943)                                                                     |        |
| Backensmühle Backens Mølle                              | Dort in der Südstadt stand die Backensmühle, auch Mühle St. Pauly genannt. Bei dieser Mühle handelte es sich um eine Ölmühle aus den 1830er Jahren, die zum Mühlentyp der Holländerwindmühlen gehörte. Sie wurde 1942 während eines Luftangriffes auf Flensburg durch einen abgestürzten brennenden Bomber zerstört. | Lage, Südstadt (PLZ 24941)                                                                      |        |
| Bäckerweg Bagervej                                      | Am Weg stand früher eine Bäckerei. | Lage, Tarup (PLZ 24943)                                                                         |        |
| Bahnhofstraße Banegårdsgade                             | Die Straße führt zum Bahnhof Flensburg. | Lage, Sandberg/Südstadt (PLZ 24937)                                                             |        |
| Bahnstraße Jernbanegade                                 | Querstraße beim Bahnhof des Stadtteils von Weiche, der heute als selten angefahrener Haltepunkt dient. | Lage, Weiche (PLZ 24941)                                                                        |        |
| Baldurweg Baldersvej                                    | Weg, der nach dem Gott Baldur aus der germanischen Mythologie benannt ist; vgl. Balder. | Lage, Nordstadt (PLZ 24939)                                                                     |        |
| Ballastbrücke Ballastbroen                              | Die Straße folgte dem alten Weg zur bereits 1581 angelegten Verladebrücke für den Ballast von Segelschiffen. Der damalige Ballast stammte vom Ballastberg, der sich im Süden des heutigen Volksparks befindet. Auf dem höchsten Punkt des Ballastberges steht im Übrigen heute der Mürwiker Wasserturm. | Lage, Jürgensby (PLZ 24937)                                                                     |        |
| Ballastkai Ballastkajen                                 | Siehe Ballastbrücke in dieser Liste. Die Straße erhielt ihren Namen im Jahr 1923. In den 1980er-Jahren wurde ein Teil der Straße in Harniskai umbenannt. Beim Ballastkai stehen heute der Gebäudekomplex Werftkontor und die nördlich angrenzenden Ballastkai-Speicher. Der Silo Ballastkai 10 gilt als Kulturdenkmal. | Lage, Fruerlund (PLZ 24937)                                                                     |        |
| Ballestieg Ballesti                                     | Benannt nach der Kaufmannsfamilie Balle, die ein Flensburger Rumhaus führte, das offenbar schon seit Anfang des 18. Jahrhunderts Rum-Verschnitte produzierte und verkaufte. Rund um den Ballestieg besaß die Familie Balle offenbar zeitweise verschiedene Immobilien. Der Straßenname Ballestieg ist seit dem Jahr 1913 belegt. | Lage, Sandberg (PLZ 24937)                                                                      |        |
| Batteriestraße Batterigade                              | In dem Bereich befand sich Anfang des 19. Jahrhunderts eine Batteriestellung zum Schutz des Hafens. | Lage, Nordstadt (PLZ 24939)                                                                     |        |
| Bau’er Landstraße (auch: Bauer Landstraße) Bov Landevej | Führt mit der Niehuuser Straße zusammen (vgl. Niehuus) in Richtung Bau (dänisch Bov). Alte Sagen verbinden den Namen von Bau mit Beowulf (vgl. auch: Finnsburg-Fragment). Mit Bauern – wie man beim Straßennamen vermuten könnte – hat die Straße also nichts zu tun. | Lage, Nordstadt (PLZ 24939)                                                                     |        |
| Beate-Rotermund-Straße Beate Rotermunds Gade            | Straße in Hochfeld, benannt nach der Pilotin und Unternehmerin Beate Uhse (1919–2001), eigentlich „Beate Rotermund-Uhse“, die in Flensburg das Erotikunternehmen Beate Uhse AG gründete. – 2015 wurde außerdem erwogen die Flensburger Fachhochschule nach der Unternehmerin zu benennen. Der Vorschlag konnte sich jedoch nicht durchsetzen, nach Angaben des FH-Präsidenten Holger Watter auf Grund mangelnden Mutes. | Lage, Tarup (PLZ 24943)                                                                         |        |
| Beethovenstraße Beethovensgade                          | Benannt am 5. April 1961 nach dem Komponisten Ludwig van Beethoven (1770–1827). Eine direkte Verbindung von Beethoven zu Flensburg existiert nicht. Dennoch, der ehemaligen Flensburger Marinesoldat Hermann Richard Hansen führte 1918 erstmals Beethovens 9. Sinfonie in Japan auf. Die Beethovenstraße liegt im westlichen Bereich des Stadtteils Engelsby. Da viele der dortigen Straßen Namen bekannter Komponisten tragen, wird dieser Bereich auch Musikerviertel genannt. | Lage, Engelsby (PLZ 24943)                                                                      |        |
| Behmstraße Behmsgade                                    | Benannt nach dem Physiker Alexander Behm (1880–1952). | Lage, Südstadt (PLZ 24941)                                                                      |        |
| Berglücke                                               | Die Straße erhielt 1997 offiziell den Namen Berglücke. Der Flurname setzt sich offensichtlich aus den Begriffen Berg und Lücke, was so viel wie Koppel (oder allgemeiner: „eingefriedetes Flurstück“) bedeutet, zusammen. Siehe für Weiteres Löwenberg (Flensburg) | Lage, Südstadt (PLZ 24943)                                                                      |        |
| Bergstraße Bjerggade                                    | Liegt beim Marienberg, auf dem sich die Duburg befand. | Lage, Neustadt (PLZ 24939)                                                                      |        |
| Berliner Platz Berlin Plads                             | Der Berliner Platz liegt beim Deutschen Haus, mit dem es ein Gesamtensemble bildet. | Lage, Flensburger Innenstadt (PLZ 24937)                                                        |        |
| Beselerstraße Beselergade                               | Benannt nach dem schleswig-holsteinischen Politiker Wilhelm Beseler. | Lage, Jürgensby (PLZ 24943)                                                                     |        |
| Binsenhof Sivgården                                     | Vgl. Binsen | Lage, Mürwik (PLZ 24944)                                                                        |        |
| Birkenhof Birkegården                                   | Die Bebauung des Birkenhofes entstand um 1960. Der Hof liegt beim Birkenweg und wurde wie dieser nach der Baumart der Birken benannt. Die benachbarten Straßen wurden ähnlich benannt. | Lage, Mürwik (PLZ 24944)                                                                        |        |
| Birkenweg Birkevej                                      | Benannt nach der Baumart der Birken. Die benachbarten Straßen wurden ähnlich benannt. | Lage, Mürwik (PLZ 24944)                                                                        |        |
| Bismarckstraße Bismarcksgade                            | Vgl. Bismarckstraße (Flensburg) | Lage, Jürgensby (PLZ 24943)                                                                     |        |
| Bismarcktreppe Bismarckstrappen                         | Die Bismarcktreppe, die bei der Bismarckstraße liegt, erhielt ihren Namen offiziell im Jahr 1919 (vgl. auch: Bismarckstraße). | Lage, Jürgensby (PLZ 24943)                                                                     |        |
| Björnsonstraße Björnsons Gade                           | Benannt nach dem norwegischen Dichter Bjørnstjerne Bjørnson. | Lage, Westliche Höhe (PLZ 24939)                                                                |        |
| Blasberg Blæsbjerg                                      | Vgl. Blasberg (Flensburg) | Lage, Fruerlund (PLZ 24943)                                                                     |        |
| Bläulingsweg                                            | Nach der Schmetterlingsart der Bläulinge benannt. | Lage, Weiche (PLZ 24941)                                                                        |        |
| * Blaue Treppe                                          | Es ist unklar, wo die besagte Treppe zu finden ist. Dennoch ist sie im Dokument mit den Straßen und Plätzen im Stadtarchiv aufgeführt. Flensburg liegt am Rand des Angelner Hügellandes. Flensburgs Förde mit dem Hafen liegt unterhalb der Fördehänge. Flensburg ist eine „treppenreiche“ Stadt. Benannte Treppen sind beispielsweise die (Große) Sankt-Jürgen-Treppe, die Kleine Sankt-Jürgen-Treppe, die Marientreppe, die Johannistreppe, die Friesentreppe, die Bornstedttreppe (siehe gleichnamigen Eintrag weiter unten) und die Bismarcktreppe. Eine große Zahl weiterer Treppen besitzen keinen Namen. | Lage unbekannt                                                                                  |        |
| Blekskov Blikskov                                       | Blek kommt aus dem Niederdeutschen und bedeutet Wiese. Skov ist dänisch für Wald. Der Name der Straße bedeutet also Waldwiese beziehungsweise Lichtung. | Lage, Mürwik (PLZ 24944)                                                                        |        |
| Blocksberg Bloksbjerg                                   | Siehe Blocksberg (Flensburg) | Lage, M;ürwik (PLZ 24944)                                                                       |        |
| Blücherstraße Blüchergade                               | 1907 wurde ein Teil des Engelsbyer Weges (siehe dort) nach der Blücher benannt, die wiederum nach dem preußischen Generalfeldmarschall von Blücher (1742–1819) benannt worden war. Die Straße beginnt beim alten Mittelpunkt Mürwiks Klosterholz und endet an der Kreuzung, von der zum einen der verbliebene Engelsbyer Weg Richtung Engelsby-Dorf und die Hildebrandstraße abgeht, über die man zur Osterallee gelangen konnte. Ungefähr in den 1980er Jahren wurde jedoch das Ende der Blücherstraße für Autos unpassierbar gemacht. | Lage, Mürwik (PLZ 24944)                                                                        |        |
| Blumenstraße                                            | Die Straße im Stadtbezirk Achter de Möhl wurde 1886/87 auf dem Gelände einer Gärtnerei angelegt. | Lage, Sandberg (PLZ 24937)                                                                      |        |
| Böckmannsgang Böckmanns Gang                            | Nach Franz Böckmann (vgl. Marienhölzung) benannt. | Lage, Westliche Höhe (PLZ 24937)                                                                |        |
| Boesselstraße Boesselsgade                              | Nach Georg Daniel Bössel benannt. | Lage, Friesischer Berg (PLZ 24937)                                                              |        |
| Bohlberg Boelsbjerg                                     | Die dortige Anhöhe, der Bohlberg, wurde 1922 besiedelt. Der dort entstandene Stadtbezirk trägt heute ebenfalls den Namen. Vgl. Bohlberg (Flensburg) | Lage, Fruerlund (PLZ 24943)                                                                     |        |
| Bonhoefferstraße Bonhoeffers Gade                       | Benannt nach dem lutherischen Theologen Dietrich Bonhoeffer (1906–1945), einem Vertreter der Bekennenden Kirche, der sich am deutschen Widerstand gegen den Nationalsozialismus beteiligte. Benachbarte Straßen wurden nach weiteren Widerstandskämpfern benannt. | Lage, Westliche Höhe (PLZ 24937)                                                                |        |
| Boninstraße                                             | Straßenname nach dem preußischen General der Infanterie und Kriegsminister Eduard von Bonin (1793–1865). Die Straße existierte in den 1930er-Jahren. Wo genau ist unklar. In Kiel existiert im Übrigen eine gleichnamige Straße (Lage). | Lage unklar                                                                                     |        |
| Boreasmühle Boreas Mølle                                | Der Straßenname erinnert an die Windmühle, die zunächst 1799/1800 vom Kaufmann Andreas Christiansen senior im Park Museumsberg errichtet wurde. Dort stand sie südwestlich vom Heinrich-Sauermann-Haus. Die Benennung der Mühle erfolgte vielleicht mit bewussten Bezug auf den Gott des Nordwindes der griechischen Mythologie Boreas. Auch die Riepenburger Mühle in Hamburg-Kirchwerder trägt den Namen „Boreas“. 1852/54 wurde die Flensburger Boreasmühle aus dem Park hinter dem Friedenshügel an die Landstraße nach Leck (vgl. Lecker Chaussee) verlegt. Also offensichtlich ungefähr dort wo sich die Straße Boreasmühle befindet. 1890 brannte die Boreasmühle schließlich ab. Die Mühle Gertruyde die auch Agathe genannt wurde, die westlich vom Restaurant Bellevue stand, wurde offenbar als Ersatz der abgebrannten Windmühle umgesetzt. (Dort, wo die Windmühle Gertruyde beziehungsweise Agathe ursprünglich stand, steht heute das Alte Gymnasium (Lage). Auf einer Verglasung des benachbarten Jens-Jessen-Hauses ist die Mühle bildlich dargestellt. Am Nordergraben, wo sich das Restaurant Bellevue befand, befindet sich heute ein Anbau der Schule.) 1939 wurde die erneuerte Boreasmühle (beziehungsweise die umgesetzte Windmühle Gertruyde beziehungsweise Agathe) letztlich abgebrochen. Die Straße Boresmühle erhielt ihren Namen offenbar offiziell am 4. Mai 1957. | Lage, Friesischer Berg (PLZ 24941)                                                              |        |
| Bornstedttreppe Bornstedttrappen                        | 1989 nach Ernst Bornstedt benannt. | Lage, Friesischer Berg (PLZ 24937)                                                              |        |
| Boschstraße Boschgade                                   | Benannt nach dem Industriellen, Ingenieur und Erfinder Robert Bosch (1861–1942). | Lage, Südstadt (PLZ 24941)                                                                      |        |
| Brahmsstraße Brahmsgade                                 | Benannt am 5. April 1961 nach dem Komponisten, Pianisten und Dirigenten Johannes Brahms (1833–1897). Die Straße liegt im westlichen Bereich des Stadtteils Engelsby. Da viele der dortigen Straßen Namen bekannter Komponisten tragen, wird dieser Bereich auch Musikerviertel genannt. | Lage, Engelsby (PLZ 24943)                                                                      |        |
| Brauereiweg Bryggerivej                                 | Dort befand sich zum Ende des 19. Jahrhunderts und am Anfang des 20. Jahrhunderts ein Brauereistandort; Vorläufer der Flensburger Brauerei. In den ersten 2000er-Jahren siedelte sich eine neue Brauerei, die Westindien Brauerei, im Brauereiweig an. | Lage, Nordstadt (PLZ 24939)                                                                     |        |
| Bredeberg Bredebjerg                                    | Ein Flurname mit der Bedeutung „breiter Berg“; vgl. Hohlwege (Flensburg). | Lage, Jürgensby (PLZ 24943)                                                                     |        |
| Bredstedter Straße Bredstedgade                         | Nach der Stadt Bredstedt benannt. | Lage, Weiche (PLZ 24941)                                                                        |        |
| Breedlandweg Bredlandvej                                | Breedland ist ein Flurname mit der Bedeutung breites Ackerland. | Lage, Mürwik (PLZ 24944)                                                                        |        |
| Bremerplatz Bremers Plads                               | Bezieht sich nicht auf die Stadt Bremen, sondern auf den ehemaligen Flensburger Bürgermeister Jürgen Bremer (1804–1874). Der eigentliche Bremerplatz, neben der gleichnamigen Straße Bremerplatz, ist heutzutage als Kinderspielplatz gestaltet. Der besagte Bereich liegt an der Bismarckstraße. | Lage, Jürgensby (PLZ 24943)                                                                     |        |
| Brixstraße Brixgade                                     | Seit dem 17. Jahrhundert gehörte das Gebiet der Familie Brix. Die Brixschen Höfe und Felder wurden von der Erbin Sophie Brix Anfang des 20. Jahrhunderts an die Stadt verkauft, welche in Folge das Gebiet bebauen und die Straße mit dem Familiennamen anlegen ließ. | Lage, Jürgensby (PLZ 24943)                                                                     |        |
| Brombeerhof Brombærgården                               | Vgl. Brombeeren | Lage, Tarup (PLZ 24943)                                                                         |        |
| Buchenstraße Bøgegade                                   | Vgl. Buchen; In Nachbarschaft befinden sich die Eichenstraße, der Erlenweg und die Ulmenstraße. | Lage, Jürgensby (PLZ 24943)                                                                     |        |
| Buchweizenstieg                                         | Die abzweigenden Straßen westlich und südlich der Gartenstadtallee wurden mit ihrer Benennung mit verschiedenen Getreidesorten in Zusammenhang gebracht. | Lage, Weiche (PLZ 24941)                                                                        |        |
| Bundesstraße Forbundsgade                               | „Bundesstraße“ ist der Name einer Straße bei Adelbylund. Die Straße, die keine Fernstraße beziehungsweise Bundesstraße darstellt, erhielt ihren Namen 1949 als Dank an den Bund. In besagter Zeit wurden dort mit Hilfe des Bundes Wohnungen gebaut. – Mit dem Ende des Zweiten Weltkrieges waren viele Flüchtlinge und Heimatvertriebene nach Flensburg gekommen. Die Stadt wuchs. Viele Flensburger Straßennamen erinnern an diese Zeit, so auch dieser. | Lage, Sandberg (PLZ 24943)                                                                      |        |
| Bundesstraße 199                                        | Bei der Bundesstraße 199 handelt es sich, wie der Name verrät, um eine richtige Bundesstraße. | Lage, Südstadt/Sandberg/Jürgensby/Tarup/Engelsby/Fruerlund/Mürwik (PLZ 24937/24941/24943/24944) |        |
| Bundesstraße 200                                        | Bei der Bundesstraße 200 handelt es sich, wie der Name verrät, um eine richtige Bundesstraße. | Lage, Nordstadt/Westliche Höhe/Weiche/Südstadt (PLZ 24939/24941)                                |        |
| Bunzenweg Bunzensvej                                    | Benannt nach Johann Martin Bunzen (1831–1916), dem Besitzer der Sägemühle im Wilhelminental. | Lage, Friesischer Berg (PLZ 24941)                                                              |        |
| Burghof Borggården                                      | Vgl. Burghof (Flensburg) | Lage, Flensburger Innenstadt/Neustadt (PLZ 24939)                                               |        |
| Burgplatz Borgpladsen                                   | Der Platz bezieht sich sinngemäß auf den gleichnamigen Stadtbezirk Duburg. Es handelt sich beim Burgplatz also um einen „Duburger Platz“ (vgl. auch: Duburger Straße). Beim besagten „Burgplatz“ handelt es sich also nicht um das Burgareal der zerfallenen und abgerissenen Duburg; Siehe Burgplatz (Flensburg). | Lage, Neustadt (PLZ 24939)                                                                      |        |
| Burgstraße Borggade                                     | Straße am Rande des Burgareals der zerfallenen und abgerissenen Duburg. | Lage, Neustadt (PLZ 24939)                                                                      |        |
| Burgweg Borgervej                                       | Der Weg im Stadtteil Weiche verweist eventuell auf die Duburg. Der heutige Burgweg führt nämlich zur Straße Unterlangberg, welche aus Handewitt kommt und die früher geradewegs bis zum Langberger Weg weiterführte und so weiter in Richtung Stadt verlief. Diese Straßenverbindung, auf die der heutige Burgweg hinverläuft, war um 1859 ebenfalls als Burg-Weg bekannt, da über diesen Weg die Handewitter wohl zu ihrem Amtsmann auf Duburg gelangen konnten, wobei der Weg auch an dem Gelände vorbeiführte, wo sich die Hoenborg befunden haben soll. Ein Raubritter, der in dieser Burg einst wohnte, soll wie der bekannte Raubritter der Eddeboe von den Flensburgern ebenfalls erschlagen worden sein. Siehe Weinberg (Flensburg) | Lage, Weiche (PLZ 24941)                                                                        |        |

Fußnoten
1. ↑  Dieter Pust: Flensburger Straßennamen. Gesellschaft für Flensburger Stadtgeschichte, Flensburg 2005, ISBN 3-925856-50-1, Artikel: Backensmühle sowie: Broder Schwensen und Dieter Nickel: Flensburg im Luftkrieg, 1939-1945, Flensburg 2008, Seite 121
2. ↑  Flensburger Tageblatt: Wo die Straßen wie Götter heißen, vom: 2. Juli 2011, abgerufen am: 18. Februar 2015
3. ↑  Lutz Wilde: Denkmaltopographie Bundesrepublik Deutschland, Kulturdenkmale in Schleswig-Holstein. Band 2, Flensburg, Seite 266
4. ↑  Lutz Wilde: Denkmaltopographie Bundesrepublik Deutschland, Kulturdenkmale in Schleswig-Holstein. Band 2, Flensburg, Seite 270 und 276 f.
5. ↑  Gesellschaft für Flensburger Stadtgeschichte (Hrsg.): Flensburg in Geschichte und Gegenwart. Flensburg 1972, Seite 434
6. ↑  Dieter Pust: Flensburger Straßennamen. Gesellschaft für Flensburger Stadtgeschichte, Flensburg 2005, ISBN 3-925856-50-1, Artikel: Ballestieg sowie kurze Erläuterung zum Straßennamen auf: Wohnprojekt Ballestieg. Idee (Seite nicht mehr abrufbar, festgestellt im März 2022. Suche in Webarchiven)  Info: Der Link wurde automatisch als defekt markiert. Bitte prüfe den Link gemäß Anleitung und entferne dann diesen Hinweis., abgerufen am: 11. November 2018
7. ↑  Karl Müllenhoff: Sagen, Märchen und Lieder der Herzogthümer Schleswig, Holstein und Lauenburg, Kiel 1845, Einleitung sowie die besagte Sage
8. ↑  Flensburger Tageblatt: Stadtgeschichte: Einmalig: Flensburger Straßennamen, vom: 5. April 2018; abgerufen am: 5. April 2018
9. ↑  FH wird Hochschule Flensburg: „Für Beate Uhse fehlte uns der Mut“, vom: 11. Mai 2016; abgerufen am: 12. Mai 2016
10. 1 2  Flensburg, Stadtteil — Engelsby (Memento vom 18. November 2010 im Internet Archive); abgerufen am 18. Februar 2015
11. 1 2  Dieter Pust: Flensburger Straßennamen. Gesellschaft für Flensburger Stadtgeschichte, Flensburg 2005, ISBN 3-925856-50-1, Artikel: Berglücke
12. ↑  Das Ramsharder Feld (Memento des Originals vom 7. April 2015 im Internet Archive)  Info: Der Archivlink wurde automatisch eingesetzt und noch nicht geprüft. Bitte prüfe Original- und Archivlink gemäß Anleitung und entferne dann diesen Hinweis., S. 5
13. ↑  Vgl. Stadtarchiv Flensburg: Straßen und Plätze B
14. ↑  Vgl. Andreas Oeding, Broder Schwensen, Michael Sturm: Flexikon. 725 Aha-Erlebnisse aus Flensburg!. Flensburg 2009, Artikel: Treppen
15. ↑  Lutz Wilde: Denkmaltopographie Bundesrepublik Deutschland, Kulturdenkmale in Schleswig-Holstein. Band 2, Flensburg, Seite 67
16. ↑  Lutz Wilde: Denkmaltopographie Bundesrepublik Deutschland, Kulturdenkmale in Schleswig-Holstein. Band 2, Flensburg, Seite 126
17. ↑  Lutz Wilde: Denkmaltopographie Bundesrepublik Deutschland, Kulturdenkmale in Schleswig-Holstein. Band 2, Flensburg, S. 67
18. ↑  Fruerlund, Stadtumbau in Flensburg, Ein Quartier erfindet sich neu (Memento des Originals vom 24. Juni 2016 im Internet Archive)  Info: Der Archivlink wurde automatisch eingesetzt und noch nicht geprüft. Bitte prüfe Original- und Archivlink gemäß Anleitung und entferne dann diesen Hinweis., Flensburg 2016, Seite 11
19. 1 2  Gesellschaft für Flensburger Stadtgeschichte (Hrsg.): Flensburg in Geschichte und Gegenwart. Flensburg 1972, Seite 435
20. ↑  Gesellschaft für Flensburger Stadtgeschichte (Hrsg.): Flensburg in Geschichte und Gegenwart. Flensburg 1972, Seite 407
21. ↑  Dieter Pust führt die Straße noch in seinem Buch zu den  Flensburger Straßennamen auf.
22. ↑  Flensburg. Freizeitangebote. Christiansenpark, abgerufen am: 10. November 2019
23. 1 2 3 4 5  Dieter Pust: Flensburger Straßennamen. Gesellschaft für Flensburger Stadtgeschichte, Flensburg 2005, Artikel: Boreasmühle
24. 1 2  Lutz Wilde: Denkmaltopographie Bundesrepublik Deutschland, Kulturdenkmale in Schleswig-Holstein. Band 2, Flensburg, S. 49
25. ↑  Lutz Wilde: Denkmaltopographie Bundesrepublik Deutschland, Kulturdenkmale in Schleswig-Holstein. Band 2, Flensburg, S. 49 f.
26. ↑  Es handelt sich um den Weg mit Treppenstufen der vom Maskenbrunnen zum Museumsberg hinaufführt. Vgl. Maskenbrunnen am Fritz-Wempner-Platz, abgerufen am: 11. November 2018
27. ↑  Flensburger Tageblatt: Der Medizinmann mit dem Champagnerbier, vom: 7. August 2013, abgerufen am: 28. Februar 2015
28. ↑  Westindien Compagnie: Verkehrte Welt – Made in Flensburg (Memento des Originals vom 13. April 2015 im Internet Archive)  Info: Der Archivlink wurde automatisch eingesetzt und noch nicht geprüft. Bitte prüfe Original- und Archivlink gemäß Anleitung und entferne dann diesen Hinweis., abgerufen am: 28. Februar 2015
29. ↑  Flensburger Tageblatt: "Flensburger Köpfe": Jürgen Bremer - 1848 Mitglied der provisorischen Regierung, vom: 9. September 2009; abgerufen am: 21. Oktober 2019
30. ↑  Flensburger Tageblatt: Blick auf die Jahresringe der wachsenden Stadt, vom 11. August 2012; abgerufen am: 26. Februar 2015
31. ↑  Flensburger Tageblatt: Zwei Höfe - gewachsen zum Stadtteil, vom: 30. Juli 2011; abgerufen am: 2. März 2015
32. ↑  Die Duburg, Festung und Schloss auf der westlichen Höhe (Memento des Originals vom 21. Juni 2015 im Internet Archive)  Info: Der Archivlink wurde automatisch eingesetzt und noch nicht geprüft. Bitte prüfe Original- und Archivlink gemäß Anleitung und entferne dann diesen Hinweis., Seite 7 und 10
33. ↑  Weiche wo sonst (Memento des Originals vom 7. April 2014 im Internet Archive)  Info: Der Archivlink wurde automatisch eingesetzt und noch nicht geprüft. Bitte prüfe Original- und Archivlink gemäß Anleitung und entferne dann diesen Hinweis., Ausgabe: Februar 2014, Seite 12; abgerufen am: 14. Februar 2015